# Henri Anet
Henri Anet (* 15. Januar 1895 in Montreux; † 14. September 1983 ebenda, heimatberechtigt in Le Châtelard) war ein Schweizer Politiker.

## Leben
Anet erlangte im Jahr 1916 das Diplom der Gartenbauschule von Châtelaine und absolvierte von 1916 bis 1918 ein Praktikum in Frankreich. Von 1918 bis 1927 war er an der Kultivierung der Orbe- und Rhoneebene beteiligt. Anschliessend war er von 1927 bis 1944 als Werbeleiter der Chemiefirma Dr. R. Maag für die Romandie tätig. Von 1935 bis 1950 war er Präsident des landwirtschaftlichen Vereinsverbandes des Kantons Waadt und war im Zentralkomitee des Schweizer Obstverbandes. Er gründete im Jahr 1943 das Kühllager in Charrat.
Er war bei den Schweizer Parlamentswahlen 1943 als erster Ersatzmann auf der Liste der Freisinnigen gesetzt und rückte beim Rücktritt von Paul Nerfin im Jahr 1946 in den Nationalrat nach. Dort hatte er allerdings nur bis 1947 Einsitz. Von 1961 bis 1973 war er Gemeindepräsident von Veytaux.